# Joseph-Sylvio-Narcisse Turcotte
Joseph-Sylvio-Narcisse Turcotte, né le 29 décembre 1879 à Saint-Jean-de-l'Île-d'Orléans et mort le 21 septembre 1969 à Normandin, est un notaire et homme politique québécois.